# Toon Kortooms

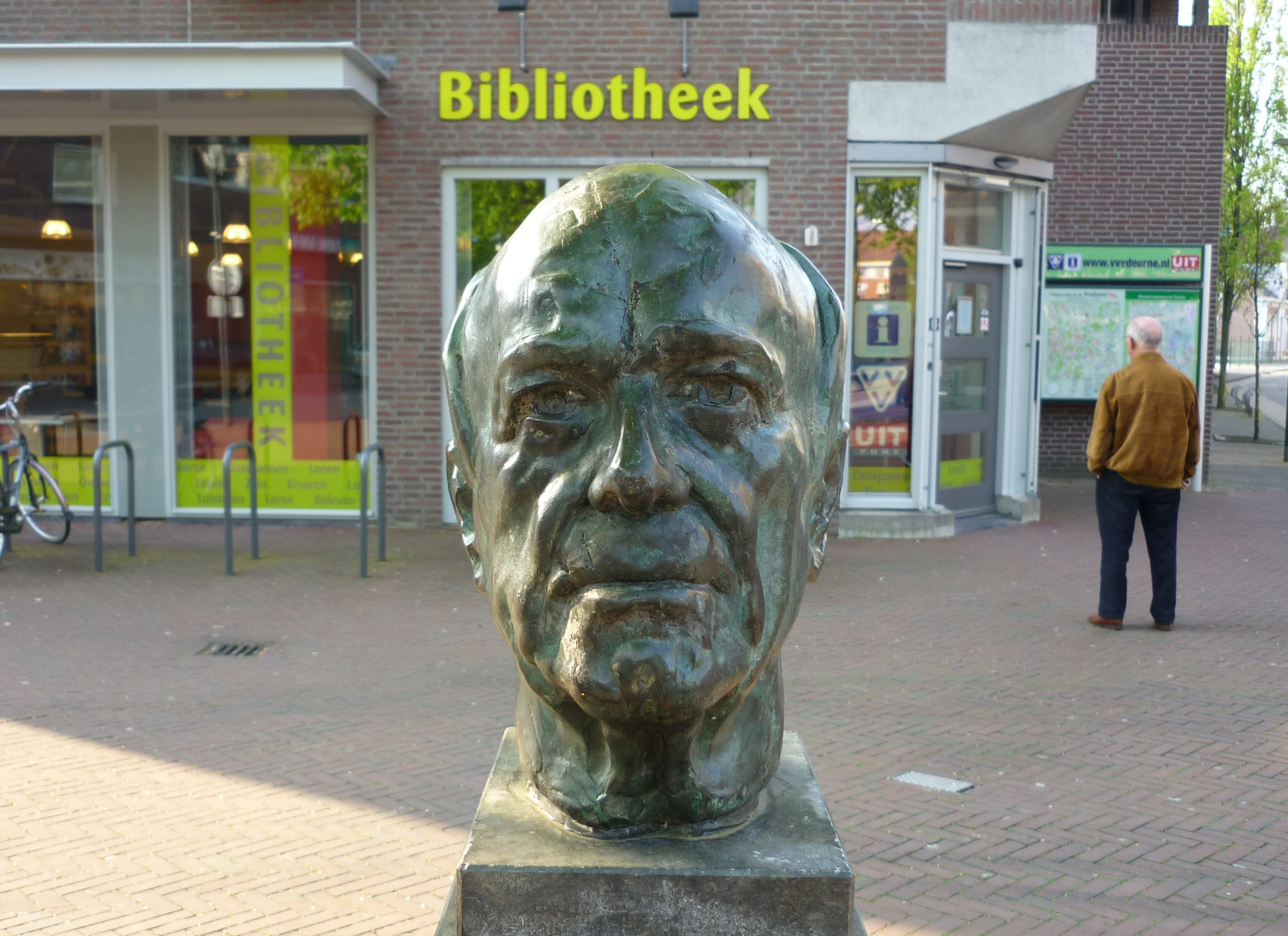

Toon (Antonius) Johannes Kortooms (23. února 1916, Deurne - 5. února 1999, Bloemendaal) byl nizozemský spisovatel.
Toon Kortooms je autor třiceti převážně humoristických románů, povídek a knih pro děti. Ve svém díle s oblibou barvitě líčil život na brabantském venkově.

## Výběrová bibliografie
- De gebroeders Beekman (1946, Bratři Beekmanové), první část cyklu o dvojčatech Beekmanových,
- Beekman en Beekman (1949, Beekman a Beekman),
- De mannen Beekman (1950, Beekmanovi muži),
- Parochie in de Peel (1952, Farnost na blatech), příběh o tlustém františkánovi,
- Help! De dokter verzuipt... (1968, Pomóóóc! Doktor se topí), první díl tzv. doktorské trilogie, která zachycuje příhody venkovského lidumilného lékaře, proslaveného drsným humorem i originální léčbou,
- En nu de keuken in (1971, A teď marš do kuchyně),
- Turf in m'n ransel (1974, Rašelina v tlumoku),
- Laat de dokter maar schuiven (1975, Doktor to zařídí), druhý díl tzv. doktorské trilogie,
- Laat de dokter maar opkrassen (1980, Ať už doktor kouká mazat), třetí díl tzv. doktorské trilogie,
- Een nieuwe wereld voor Hendrik van Ham (1983, Nový svět pro Hendrika van Hama).

## Filmové adaptace
- Help! De dokter verzuipt... (1974), nizozemský film, režie Nikolai van der Heyde,
- Laat de dokter maar schuiven (1980), nizozemský film, režie Nikolai van der Heyde.

## Česká vydání
- Pomóóóc! Doktor se topí..., Vyšehrad, Praha 1978, přeložila Ella Kazdová, znovu 1992 a 2001,
- Doktor to zařídí, Vyšehrad, Praha 1981, přeložila Ella Kazdová,
- Ať už doktor kouká mazat, Vyšehrad, Praha 1985, přeložila Olga Krijtová,
- Farnost na blatech, Vyšehrad, Praha 1994, přeložila Jitka Růžičková.